# USS Morris (DD-417)
USS Morris (DD-417), là một tàu khu trục lớp Sims được Hải quân Hoa Kỳ chế tạo ngay trước Chiến tranh Thế giới thứ hai; nó là chiếc tàu chiến thứ năm của Hải quân Hoa Kỳ được đặt tên theo Thiếu tướng Hải quân Charles Morris (1784-1856), người tham gia cuộc Chiến tranh 1812. Morris đã hoạt động tại Mặt trận Thái Bình Dương trong suốt Thế Chiến II cho đến khi xung đột kết thúc. Nó ngừng hoạt động năm 1945 và bị bán để tháo dỡ năm 1947.

## Thiết kế và chế tạo
Morris được đặt lườn tại Xưởng hải quân Norfolk ở Portsmouth, Virginia vào ngày 7 tháng 6 năm 1938. Nó được hạ thủy vào ngày 1 tháng 6 năm 1939; được đỡ đầu bởi bà Charles R. Nutter, chắt của Thiếu tướng Morris; và nhập biên chế cùng Hải quân Mỹ vào ngày 5 tháng 3 năm 1940 dưới quyền chỉ huy của Hạm trưởng, Trung tá Hải quân Harry B. Jarrett.

## Lịch sử hoạt động

### 1940-1942
Khi đưa vào hoạt động, Morris được đặt làm soái hạm của Hải đội Khu trục 2, và tiến hành các hoạt động huấn luyện thường lệ cho đến mùa Hè năm 1941, khi nó tham gia hoạt động Tuần tra Trung lập tại vùng biển Bắc Đại Tây Dương. Sau khi Hoa Kỳ tham gia Thế Chiến II, nó đi đến Xưởng hải quân Charleston, nơi nó được trang bị một trong những bộ radar kiểm soát hỏa lực đầu tiên dành cho một tàu khu trục. Đến ngày 3 tháng 1 năm 1942, nó lên đường đi Trân Châu Cảng, gia nhập trở lại hải đội của nó vào cuối tháng 2.
Được phân về Lực lượng Đặc nhiệm 17, Morris khởi hành vào ngày 16 tháng 3 để đi Nouméa, và tham gia trận chiến lớn đầu tiên của nó, Trận chiến biển Coral. Trước trận chiến, nó bảo vệ cho các tàu sân bay của lực lượng đặc nhiệm trong khi máy bay của chúng tấn công tàu bè đối phương tại cảng Tulagi và quần đảo Louisiade. Từ ngày 4 đến ngày 8 tháng 5, nó đã bắn rơi một máy bay đối phương và làm hư hại hai chiếc khác trong khi bảo vệ cho Yorktown và Lexington, và khi Lexington bị hư hại nặng, nó đã cặp mạn chiếc tàu sân bay và cứu vớt khoảng 500 người sống sót. Những hư hại gây ra trong quá trình cứu hộ buộc nó phải quay lại Trân Châu Cảng để được sửa chữa khẩn cấp, đưa nó trở về trạng thái sẵn sàng chiến đấu trước Trận Midway một tháng sau đó. Trong trận này, chiếc tàu khu trục lại cặp mạn Yorktown để cứu vớt khoảng 500 người từ chiếc tàu sân bay bị đánh chìm.
Hoạt động tiếp theo của Morris diễn ra vào cuối tháng 8, khi nó gia nhập Lực lượng Đặc nhiệm 61 để hỗ trợ cho Chiến dịch Guadalcanal. Trong hai tháng tiếp theo, nó hộ tống các tàu sân bay và tuần tra tại khu vực quần đảo Solomon. Vào ngày 25 tháng 10, sau ba ngày càn quét một cách độc lập suốt khu vực quần đảo Gilbert, nó gia nhập trở lại Lực lượng Đặc nhiệm 17 và tham gia Trận chiến quần đảo Santa Cruz. Trong hoạt động này, nó bắn rơi sáu máy bay đối phương và một lần nữa đi đến để giải cứu cho tàu sân bay Hornet, cứu vớt được 550 người sống sót. Cấu trúc thượng tầng của nó bị hư hại trong quá trình giải cứu, nhưng sau khi được sửa chữa tại Espiritu Santo, nó quay trở lại khu vực Guadalcanal, thoạt tiên hoạt động cùng tàu sân bay Enterprise, và sau đó như một tàu hộ tống tiếp liệu cho Russell.

### 1943
Vào tháng 5 năm 1943, Morris rời khu vực Nam Thái Bình Dương đi lên phía Bắc, tham gia vào Chiến dịch quần đảo Aleut nhằm tái chiếm các đảo Attu và Kiska, nằm trong chuỗi quần đảo Aleut thuộc phạm vi phòng thủ ngoại vi Nhật Bản. Sau đó nó quay trở về San Francisco, California, được đại tu trong bảy tuần. Đến tháng 11, nó tham gia thành phần hộ tống cho các tàu sân bay Liscome Bay, Corregidor và Coral Sea trong cuộc chiếm đóng quần đảo Gilbert, nơi nó đã trợ giúp cho Liscome Bay. Khi lực lượng đặc nhiệm tiếp tục hoạt động ở hướng Trung tâm Thái Bình Dương, chiếc tàu khu trục di chuyển cùng lực lượng đến khu vực quần đảo Marshall.

### 1944
Vào ngày 30 tháng 1 năm 1944, nó dẫn đầu một đội hình tàu chiến làm nhiệm vụ bắn phá đảo san hô Wotje. Sau đó nó đi đến đảo san hô Kwajalein, nơi nó bắn pháo hỗ trợ cho cuộc tấn công tại Namur đồng thời đánh trả cuộc phản công của lực lượng Nhật Bản từ một đảo lân cận. Vào giữa tháng 2, nó rời Kwajalein di chuyển cùng Đội đặc nhiệm 51.11 để hỗ trợ cho việc tấn công và chiếm đóng Eniwetok. Đến nơi vào ngày 17 tháng 2, nó hoạt động cùng các tàu sân bay cho đến ngày 24 tháng 2, khi nó lên đường quay trở về Trân Châu Cảng.
Morris quay trở lại khu vực chiến sự vào tháng 4 như một đơn vị thuộc Đệ Thất hạm đội, tham gia các cuộc đổ bộ lên bờ biển phía Tây của New Guinea, khởi đầu từ Hollandia. Trong tháng 5 và tháng 6, nó bắn pháo hỗ trợ tại khu vực Toem-Wakde-Sarmi cũng như trong hoạt động tại đảo Biak. Đến tháng 7, nó đối đầu với các khẩu đội pháo đối phương tại đảo Noemfoor rồi tại mũi Sansapor. Sang tháng 8, nó tham gia các hoạt động tấn công Halmahera và Morotai, rồi bắt đầu chuẩn bị cho các hoạt động đầu tiên nhằm tái chiếm Philippines.
Vào ngày 16 tháng 10, cùng với Đội đặc nhiệm 8.6, Morris lên đường hướng đến vịnh Leyte. Nó đưa được những tàu vận chuyển chất đầy lực lượng tăng viện đến nơi an toàn vào ngày 21 tháng 10, rồi trong nhiều ngày đã làm nhiệm vụ tuần tra phòng không, đối phó lại mối đe dọa từ chiến thuật mới nhất của Nhật Bản: tấn công tự sát kiểu kamikaze. Trong suốt tháng sau, nó hộ tống các đoàn tàu chuyển binh lính và tiếp liệu đến Leyte.

### 1945
Sang đầu năm 1945, Morris đi lên phía Bắc cho các chiến dịch tại Luzon, tham gia các cuộc bắn phá chuẩn bị, rồi bắn pháo hỗ trợ cho cuộc đổ bộ diễn ra vào ngày 9 tháng 1. Trong gần ba tuần, nó tuần tra, bắn phá các vị trí trên bờ và chống trả nhiều đợt tấn công kamikaze.
Được tách khỏi Đệ Thất hạm đội sau chiến dịch Luzon, Morris gia nhập trở lại Đệ Ngũ hạm đội và chuẩn bị để hoạt động tại Okinawa. Vào ngày 1 tháng 4, nó đi đến ngoài khơi Kerama Retto cùng với Đội đặc nhiệm 51.11, và trong năm ngày tiếp theo, nó hộ tống các tàu vận chuyển và tàu chở dầu trong những nhiệm vụ khác nhau, cũng như tuần tra phòng không và chống tàu ngầm. Vào ngày 6 tháng 4, đang khi tuần tra, một chiếc máy bay ném bom-ngư lôi Nakajima B5N "Kate", mang theo một quả ngư lôi hay bom hạng nặng đã tiếp cận nó. Hỏa lực phòng không của con tàu đã bắn cháy nó, nhưng không thể ngăn chặn, và lúc 18 giờ 15 phút, nó đâm vào con tàu bên mạn trái giữa các tháp pháo 1 và 2. Đám cháy do vụ nổ lan rộng nhanh chóng; phải mất đến hai giờ để kiểm soát đám cháy và thêm nữa giờ để dập tắt hoàn toàn. Nó rút lui về Kerama Retto, nơi việc sửa chữa tạm thời được thực hiện cho phần mũi bị biến dạng, bánh lái hư hại và nhiều phần lườn tàu hư hỏng bên mạn phải.
Vào ngày 22 tháng 5, Morris bắt đầu vượt Thái Bình Dương để quay trở về Hoa Kỳ, về đến Xưởng hải quân San Francisco vào ngày 18 tháng 6. Được xem không còn phù hợp để tác chiến hay sử dụng, con tàu được cho xuất biên chế vào ngày 9 tháng 11. Tên nó được cho rút khỏi danh sách Đăng bạ Hải quân vào ngày 28 tháng 11, và nó được bán cho hãng vào ngày Franklin Shipwrecking 2 tháng 8 năm 1947 rồi được bán lại cho hãng National Metal and Steel Corporation tại Los Angeles, California vào ngày 17 tháng 7 năm 1949 để được tháo dỡ.

## Phần thưởng
Morris được tặng thưởng mười lăm Ngôi sao Chiến trận do thành tích phục vụ trong Thế Chiến II.